# Christenverfolgungen im Römischen Reich
Als Christenverfolgungen im Römischen Reich wird eine Reihe von Maßnahmen zur Unterdrückung des Christentums im Römischen Reich bezeichnet. Sie vollzogen sich zunächst als spontane und lokal oder regional begrenzte, seit dem 3. Jahrhundert dann als kaiserlich angeordnete, gesamtstaatliche und systematische Maßnahmen, mit dem Ziel, die neue Religion in ihrem Wachstum aufzuhalten, sie bei der Integration in das römische Gesellschaftssystem zu hindern oder ihre Struktur dauerhaft zu zerschlagen.
Sie wandten sich gegen alle christlichen Gruppen, auch solche, die die Alte Kirche als Häresien ausgrenzte, etwa die Markioniten oder Gnostiker wie die alexandrinischen Karpokratianer. Sie endeten mit der Mailänder Vereinbarung von 313, spätestens mit der Anerkennung des Christentums als Staatsreligion durch Theodosius I. (380–391). Mit dem Edikt Cunctos populos erhob Theodosius I. das (römisch-alexandrinische) Christentum zur Staatsreligion.
Aufgrund ihrer besonderen geschichtlichen Hintergründe unterscheiden sich die Christenverfolgungen im Römischen Reich von anderen Christenverfolgungen. Kontexte, Ursachen und Ausmaß sind umstritten.

## Entstehungsbedingungen

### Urchristentum
Das Christentum entstand nach der Kreuzigung Jesu (um 30). Die ersten Christen verkündeten den auferstandenen Jesus Christus als Messias und Sohn Gottes zur Erlösung der ganzen Menschheit. Dieses Glaubensbekenntnis brachte sie in Gefahr aus zwei Richtungen:
- dem Sanhedrin (Hohen Rat) in Judäa, oberste Autorität im damaligen Judentum, der Jesus an Pilatus ausgeliefert hatte. Seine exekutiven Befugnisse waren begrenzt; umso mehr versuchten die sadduzäischen Hohenpriester, ihre gesamtjüdische Führungsrolle über den Tempelkult zu wahren.
- dem römischen Staat, dessen Provinzfürsten die Macht des Kaisers durchzusetzen hatten und römisches Recht vor allem gegen Aufstände autonom anwenden konnten. Dieses gestattete es den Juden, als deren Teil die Christen bis etwa 130 galten, Einschränkungen für deren Religionsausübung anzuordnen.

Der Apostelgeschichte des Lukas zufolge konnten die Christen ihre Botschaft anfangs frei und unbehelligt verkünden, sogar im Jerusalemer Tempel (Apg 2,14ff ). Auch Pilatus verfolgte sie nach Jesu Tod nicht weiter; er ignorierte innerjüdische Konflikte, solange sie seine Macht nicht bedrohten. Erst nach ihren ersten Missionserfolgen ließ der Sanhedrin einige Apostel festnehmen und verhören; sie wurden gezüchtigt und verwarnt, aber wieder freigelassen (Apg 4,21 ; 5,40 ). Dazu trug offenbar die berühmte Fürsprache des Pharisäers Gamaliel entscheidend bei (Apg 5,34-39 ):
Ist ihr Rat oder Werk aus den Menschen, so wird es untergehen; ist es aber aus Gott, so könnt ihr sie nicht hindern (…).
Wie Josef von Arimathäa hatten die Pharisäer darum wohl schon das Todesurteil gegen Jesus abgelehnt. Anders als die Sadduzäer duldeten sie die Urchristen als innerjüdische messianische Sekte, deren Wahrheit man an ihrem Erfolg in der Geschichte ablesen könne. So konnte auch Paulus von Tarsus, der von Gamaliel ausgebildet wurde (Apg 22,3 ), später in seinem Prozess vor dem Sanhedrin (um 56) die Uneinigkeit zwischen beiden jüdischen Gruppen ausnutzen (Apg 23,6 ).
Nachdem Pilatus abgesetzt worden und sein Nachfolger Marcellus wohl noch nicht in Judäa eingetroffen war, konnten die Sadduzäer jedoch ihr Religionsgesetz (vor allem das 5. Buch Mose) anwenden. Der erste Christ, der wegen seines Glaubens den Tod fand, war der Diakon Stephanus. Er wurde um 36, wohl wegen seiner tempelkritischen Mission in der jüdischen Diaspora, als Gotteslästerer und Gesetzesbrecher angeklagt, aber – ähnlich wie Jesus selbst – erst wegen seines öffentlichen Bekenntnisses zum Menschensohn vom Sanhedrin verurteilt (Apg 6,8 –7,60 ). Im Auftrag der Sadduzäer soll Paulus seine Steinigung beaufsichtigt und danach eine große Verfolgung der Jerusalemer Urchristen eingeleitet haben (vgl. Gal 1,13f., 1. Kor 15,9). Ein Teil von ihnen floh daraufhin nach Syrien und Samaria; ein Kern mit den Aposteln als Gründern blieb jedoch in Jerusalem. Ihre Anhänger konnten Stephanus bestatten und öffentlich betrauern (Apg 8,1-2 ).
Vertrieben wurden nur Christengemeinden in Judäa, eventuell auch Galiläa; im Diasporajudentum dagegen wurden sie nicht verfolgt, sondern konnten weiterhin häufig Synagogen für ihre Missionspredigten nutzen. Dies wie auch die gesetzesfreie Heidenmission führte letztlich zur Ausbreitung ihrer Religion im Römischen Reich, zunächst in Kleinasien (Apg 11,19ff ).
44 bedrängte der von Rom eingesetzte judäische König Herodes Agrippa I. die übrigen Jerusalemer Christen, ließ den Apostel Jakobus den Älteren enthaupten und nahm Simon Petrus, einen der Gemeindeleiter, gefangen, um auch ihn beim Pessach hinzurichten. Er wollte sich damit wohl beim Hohen Rat beliebt machen (Apg 12,1-4 ). Kurz darauf ließ er sich auf dem Höhepunkt seiner Macht bei einem Festakt als Gott verehren; wenige Tage später starb er nach nur drei gesamtjüdischen Regierungsjahren. Sowohl Lukas als auch Flavius Josephus (Antiquitates 19, 343–350) sahen darin ein Gottesurteil, Juden und Christen lehnten die Vergötterung von Menschen ab. Hier bahnte sich der Konflikt mit dem römischen Kaiserkult an.
Josephus zufolge wurde Jakobus, der Bruder Jesu und damalige Leiter der Urgemeinde, im Jahr 62 auf Geheiß des Hohepriesters gesteinigt. Vier Jahre später kam es unter Führung der Zeloten zum nationalen jüdischen Aufstand, der 70 mit der Tempelzerstörung endete. Nach Eusebius von Caesarea, der sich dazu auf Hegesippus berief, musste die Urgemeinde daraufhin vorübergehend nach Pella fliehen. Dennoch kehrte ein Teil der Urchristen nach Jerusalem zurück und blieb dort bis zum Ende des Bar-Kochba-Aufstands (135). Dann verbot Kaiser Hadrian allen Juden die Ansiedlung in Jerusalem. Judäa wurde in Syria Palaestina umbenannt. Damit war auch die Urgemeinde beendet.
Die nach 70 schriftlich fixierten Evangelien setzen vielfach eine Verfolgungssituation der Christen in und um Israel voraus. Mk 13,9-13  zum Beispiel kündet in einer Jesusrede an:
Sie werden euch den Gerichten übergeben, und in den Synagogen werdet ihr geschlagen werden, und vor Fürsten und Könige werdet ihr geführt werden um meinetwillen, ihnen zum Zeugnis.
Historiker sehen darin meist einen Reflex auf die Situation nach dem Tempelverlust; Spannungen mit den Synagogen verschärften sich mit dem Wachstum der Christengemeinden, bis das nun rabbinisch dominierte Judentum sie ausschloss (Ketzerfluch im Achtzehnbittengebet um 100). Eine systematische Christenverfolgung war damit nicht verbunden. Auch die Übergabe an „Fürsten und Könige“ wurde kaum von Juden veranlasst. Vielmehr wurden Juden und Christen von den Römern auch in außerpalästinischen Provinzen kaum unterschieden und gemeinsam verfolgt, wenn Konflikte mit ihnen zu eskalieren drohten. Die Christen sahen darin eine zu erwartende, notwendige Konsequenz ihres Glaubens an den Juden, der Gottes Reich gebracht hatte und wiederkommen würde (Mt 5,11 ).

### Mittelmeerraum
Das römische Reich war damals kein straff organisierter Zentralstaat; in den Provinzen regierten die Statthalter relativ souverän. Sie mussten dabei aber örtliche Gegebenheiten und Interessen von Handelsstädten, Fürsten und Landbesitzern berücksichtigen. So konnten die Lokalbehörden die „Nazarener“ sehr verschieden behandeln. Erst seit der Gemeindegründung in Antiochia am Orontes erkannten römische Staatsbeamte sie als eigene Gruppe (Apg 11,26 ) an. Ortsansässige Juden sorgten für ihre Ausweisung (Apg 13,44–50 ).
Die Paulusmission brachte Unruhe und Spaltung in manche hellenistische Städte des Mittelmeerraums. In Lystra zum Beispiel hetzten die Juden aus Antiochia in Pisidien und Ikonion die Einwohner gegen Paulus, der kurzerhand gesteinigt wurde, was er jedoch wie durch ein Wunder überlebte (Apg 14,19.20 ). In Philippi, einer Römerkolonie, wurden er und seine Begleiter wegen „Aufruhr“ und „unrömischer“ Botschaft angeklagt, gefoltert und inhaftiert. Mit Berufung auf ihr römisches Bürgerrecht seien sie jedoch freigekommen (Apg 16,11–40 ). In Thessaloniki sollen Juden sie aus Neid auf ihre Missionserfolge angeklagt haben (Apg 17,5–7 ):
Diese alle handeln gegen des Kaisers Gesetze, indem sie sagen, ein Anderer sei König, nämlich Jesus.
Ungeachtet der antijudaistischen Darstellung – die Juden lehnten Götzendienst und Gottkönigtum selber ab und wurden deswegen in der Antike lange vor den Christen verfolgt – wird hier schon der entscheidende Grund späterer Christenverfolgung sichtbar: Die Anbetung eines vom römischen Staat Verurteilten und Gekreuzigten als Messias konnte als Auflehnung gegen die römische Rechtsprechung und damit die rechtliche Ordnung insgesamt angesehen werden.
Ein weiteres Motiv für Verfolgungen deutet sich in Apg 19,23–40  an: Durch die „neue Lehre“ der Christen verloren Kunsthandwerker, die Götterstatuen aus Edelmetallen herstellten, und ihre Zulieferer und Händler im Raum Ephesos ihren Absatzmarkt. Die frühen Bischöfe untersagten ihren Gemeindemitgliedern darüber hinaus auch die Ausübung von Berufen, welche mit dem römischen Staatskult zusammenhingen, oder man sollte zumindest keine Arbeiten für die römischen Tempel durchführen. Hierzu zählten unter anderem Goldschmiede, Wagenlenker, Schauspieler, Bildhauer und auch Hersteller von Baustoffen für Tempel oder deren Ausschmückung, aber auch Lehrer (De Idololatria 4,1 und 8,1–3, Apostolische Überlieferung 16). Der Goldschmied Demetrius berief daraufhin eine Protestversammlung ein, die die Paulusmissionare festsetzte und zu töten drohte. In dieser Lage nahm der zuständige Kultbeamte (Grammateus) die Christen in Schutz und erklärte:
Ihr habt diese Menschen hergeführt, die weder Tempelräuber noch Lästerer unserer Göttin (Artemis) sind.
Er erreichte, dass die Menge sich beruhigte und die Männer freiließ.

#### Römische Toleranz, Polytheismus und Kaiserkult
Das religiöse Verständnis der alten Römer war prinzipiell von Toleranz geprägt. Sie unterschieden zwischen privatem Kult (sacra privata), dessen Pflege dem Pater familias, und dem Staatskult (sacra publica), dessen Ausübung den Priestern oblag. Diese waren Staatsbeamte und wurden seit der Zeit der Republik vom stadtrömischen Magistrat beaufsichtigt.
Die Römer verehrten ursprünglich abstrakte Numina, das heißt göttliche Kräfte, die sie in der Natur wie auch im menschlichen und staatlichen Leben am Werk sahen. Später gaben sie diesen Wirkkräften Namen wie Mars – für die Kraft des Krieges – oder Venus – für die Kraft der Liebe. Aufgrund dieser Vorstellung fiel es den Römern leicht, die eigenen Götter mit denen anderer Völker zu identifizieren. So betrachteten sie etwa den griechischen Zeus nur als anderen Namen für den von ihnen verehrten Göttervater Jupiter (siehe dazu Interpretatio Romana).
Der altrömische Götterglaube war von einer einfachen „Vertragstheorie“ geprägt: Die Menschen schuldeten den Göttern Verehrung und Opfer und diese den Menschen dafür Schutz und Hilfe (Motto: do ut des, „Ich gebe, damit du gibst“). Daraus ergaben sich zwei Dinge: Erstens war der Vollzug der Staatskulte – etwa für Jupiter – nach römischem Verständnis direkt mit dem Wohlergehen des Staates verknüpft. Zweitens gab es eine grundsätzliche Toleranz gegenüber fremden Kulten, deren Schutz sich die Römer ebenfalls versichern wollten. So war schon in republikanischer Zeit das Ritual der Invocatio bekannt, mit dem fremde Götter eingeladen wurden, ihren Sitz in Rom zu nehmen. In der Kaiserzeit gab es daher in Rom eine Vielzahl von Tempeln für ursprünglich nichtrömische Kulte wie den der Isis. Auch die Anbetung von nichtintegrierten Gottheiten wie Mithras oder dem Gott der Juden und Christen war prinzipiell gestattet. Es waren nicht die Kulte selbst, welche zur Ablehnung seitens der Römer führten, sondern die Ablehnung des römischen Staatskultes durch andere Religionsgemeinschaften. Das Judentum verhielt sich hierbei gemäßigter als das Christentum, während der Mithraskult überhaupt nicht mit dem Staatskult kollidierte und beweist, dass eine friedliche Koexistenz möglich war.
Seit den Anfängen der römischen Geschichte war der religiöse Bereich untrennbar mit dem staatlichen verbunden. Mit der Ausdehnung des Römischen Reichs, insbesondere aber mit der Errichtung des Prinzipats wuchs die Notwendigkeit eines einheitlichen Staatskults, der die religiösen Sitten und Bräuche einer Vielzahl unterworfener Völker, die aber prinzipiell geachtet wurden, überwölben konnte, um die Reichsangehörigen an Staat und Kaiser zu binden. Diese Funktion fiel seit der Zeit des Augustus dem auf die Person des Princeps konzentrierten Kaiserkult zu. Bereits Augustus hatte zusätzlich zu den höchsten staatlichen Ämtern auch das des Pontifex Maximus, des obersten Priesters, übernommen. Seit seinem Tod wurden die meisten verstorbenen Kaiser konsekriert, also rituell als Numina der staatlichen Macht und Schutzgötter des Reiches verehrt. Zusätzlich zum Staatskult der Republik war nun auch die Person des Kaisers selbst mit der göttlichen Aufgabe als Heilsbringer für den römischen Staat beauftragt. Dadurch etablierte sich auch neben den Opfergaben an die bisherigen Götter das sakrale Opfer an den Kaiser. Somit wurden Teilnahme an religiösen Festen, Anbetung der Götter und des Kaisers sowie der Verzehr des Opferfleischs zu wesentlichen Elementen des Lebens als guter römischer Staatsbürger. Jeder, der sich diesen Kulten entzog, erschien den Römern höchst suspekt, da er in ihren Augen den pax deorum, den Frieden mit den Göttern, bedrohte und damit das öffentliche Wohl gefährdete. Christliche Autoren begründeten damit die Verfolgungen, denen sie ausgesetzt waren:
Deshalb also sind die Christen Staatsfeinde, weil sie den Kaisern weder sinnlose noch verlogene oder verwegene Ehrungen erweisen, weil sie als Menschen, die die wahre Religion besitzen, auch die Festtage der Kaiser lieber in ihrem Herzen als mit Ausschweifungen feiern.
(Tertullian, Apol. 35, 1)
Die Christen sahen sich anfangs als jüdische Erneuerungsbewegung und wurden auch von den Römern jahrzehntelang als jüdische Sekte aufgefasst. Jüdische Gemeinden waren bereits im ganzen Imperium Romanum verbreitet. Das Erste Gebot erlaubte ihnen nur die Verehrung ihres eigenen Gottes, sie griffen aber die Bilder- und Götzenkulte ihrer Umgebung nicht an, sondern lehnten sie nur für sich ab. Das galt Römern zwar als unsozial, wurde aber vom Staat toleriert und rechtlich abgesichert. So genossen die Juden seit Caesar im Prinzip Religionsfreiheit, da die Römer ihre Religion zwar als fremd und unverständlich wahrnahmen, sie aber aufgrund ihres hohen Alters duldeten. Bis 70 und darüber hinaus gewannen Juden ebenso wie die Christen, die sich vom Judentum erst unvollständig gelöst hatten, Zulauf unter den so genannten „Gottesfürchtigen“: römischen Staatsbürgern aller Nationen, die die als hedonistisch und dekadent empfundene Lebensweise ihrer Oberschicht abstieß.
Manche Christen wie Tertullian wiesen Anschuldigungen von sich und bezeichneten sich selbst als staatstreue Bürger des römischen Reiches und beriefen sich auch darauf, dass sie für das Wohl des Imperiums und des Kaisers beteten. Dies impliziert jedoch auch, dass sie den Kaiser nicht anbeteten, sondern eben nur für ihn beteten, was weiterhin eine Abkehr vom Kaiserkult bedeutete. Im Gegensatz zur Darstellung bei Autoren wie Tertullian geht die heutige Forschung dabei davon aus, dass viele Christen im Alltag an den entsprechenden heidnischen Kulten teilnahmen.
Nur radikale Christen lehnten zu dieser Zeit den Synkretismus und Polytheismus ihrer Umgebung ab und verweigerten den römischen Staatssymbolen ihre Anerkennung. Anders als das Judentum verlangten sie von den Adressaten ihrer Mission die Aufgabe ihrer Tempel, Riten und Götterbilder, während im Judentum auch solche Nichtjuden als Gerechte galten, die erlöst würden, welche sich nur an die Noachidischen Gebote halten.
Für die römische Obrigkeit galt das offene Bekenntnis zum Christentum spätestens seit Trajan grundsätzlich als Kapitalverbrechen. Grund hierfür war aber weniger die Ablehnung des heidnischen Kultes als vielmehr der Umstand, dass die Christen einen Mann als Gott verehrten, den die Römer als Rebell und Hochverräter hingerichtet hatten. Die Christen standen daher im Verdacht, selbst Hochverräter zu sein, und beteuerten genau aus diesem Grund stets ihre Loyalität gegenüber den Kaisern. Zunehmend galt ihre Religion – auch wegen des unaufhaltsamen Wachstums ihrer Anhängerschaft – als staatszersetzend und gefährlich. Seit der Trennung vom Judentum wurde das Christentum auch vom römischen Staat als eigener Kult wahrgenommen. Damit verlor der „neue Aberglaube“ endgültig den staatlichen Schutz, den er als jüdischer Kult genossen hatte.

## Einzelne Verfolgungen

### Claudius (41–54)
38 war die jüdische Religion in Italien verboten worden, nachdem Juden wegen des 1. Gebots, zu dem auch das Bilderverbot gehört, gegen Kaiserbilder protestiert hatten. Im Zusammenhang mit diesem Anwachsen jüdischen Widerstands waren Kajaphas und Pilatus – laut den Evangelien die beiden Hauptverantwortlichen für Jesu Hinrichtung – kurz nacheinander abgesetzt worden.
49 erließ Kaiser Claudius ein Edikt, das Juden als Anhänger des „Chrestus“ aus Rom auswies (Sueton-Notiz). Falls „Chrestus“ sich auf Christus bezog, so hätte dort schon damals eine Christengemeinde existiert. Paulus traf einige ihrer vertriebenen Mitglieder um 50 in Korinth (Apg 18,1f ). Dabei wird deutlich, dass die Regierung zwischen Juden und Christen anfangs keinen Unterschied sah und beide gleichermaßen verfolgte, wenn sie die öffentliche Ordnung störten. Aus Anlass eines Tumults in Alexandria drohte Claudius den dortigen Juden und so indirekt auch den Christen:
Wenn sie meinen Anordnungen nicht folgen, werde ich sie mit allen Mitteln verfolgen als Leute, die eine Seuche einschleppen, die sich über die ganze Welt verbreitet.
Die Ausbreitung von Fremdkulten, die sich nicht in ihre polytheistische Umgebung einpassen wollten und damit das Konfliktpotential in den Provinzen erhöhten, wurde also als Bedrohung der öffentlichen Ordnung wahrgenommen. Das Vorgehen dagegen sollte mit den römischen Sitten zugleich staatliche Sicherheit gewährleisten.

### Nero (54–68)

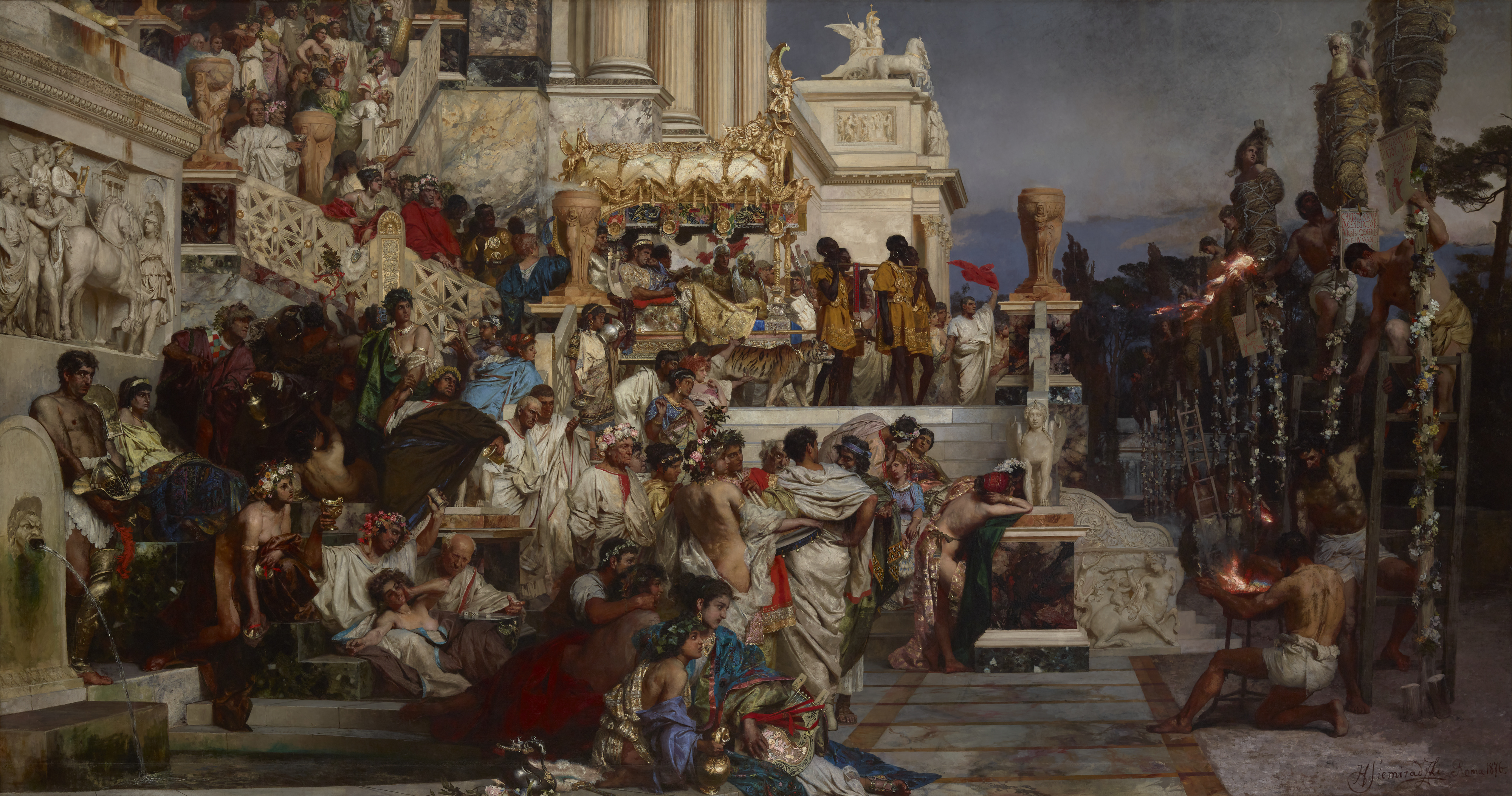
Henryk Siemiradzki: Neros lebende Fackeln. Tacitus berichtet, dass Christen ans Kreuz geschlagen und verbrannt wurden.

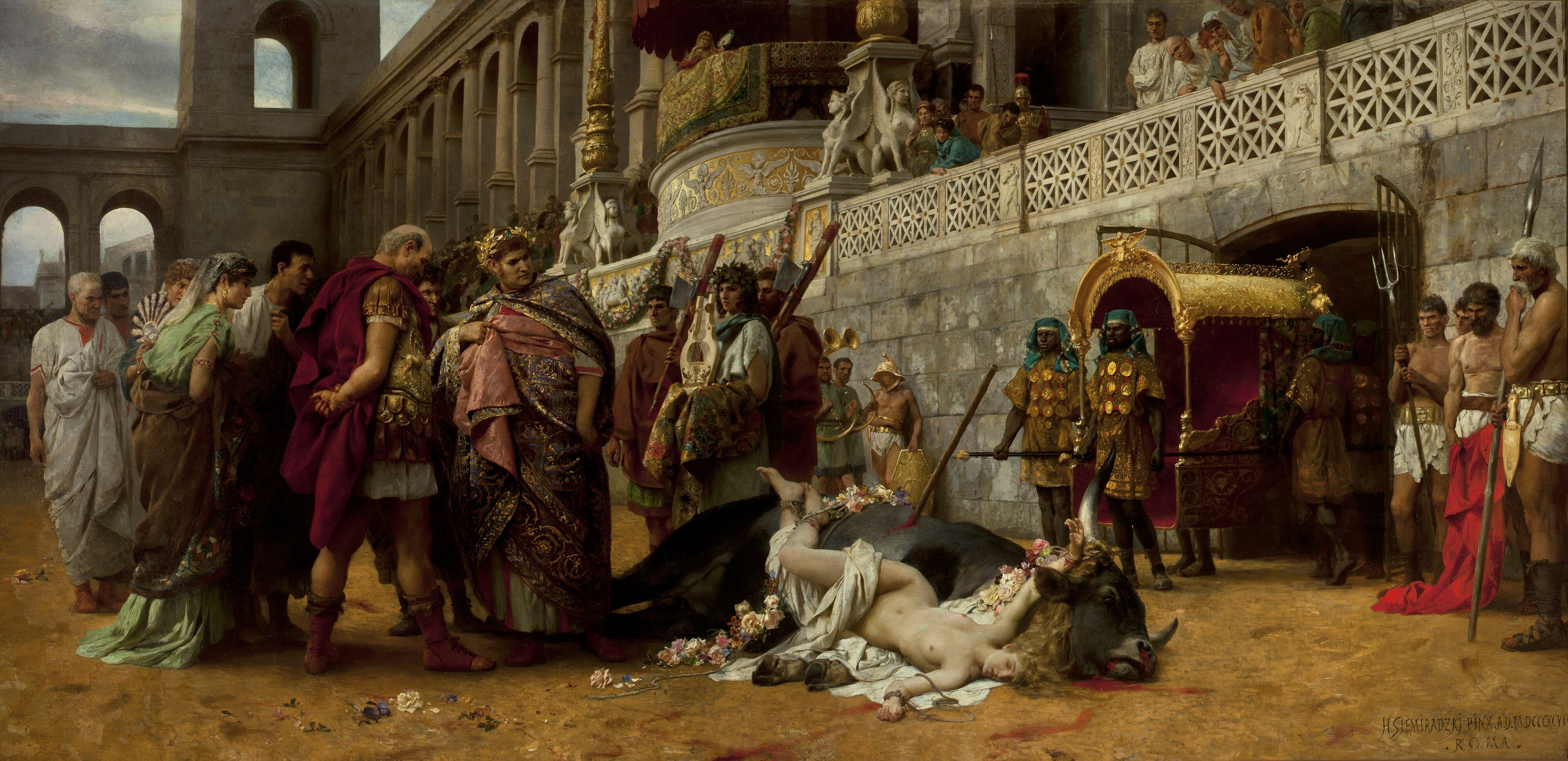
Henryk Siemiradzki: Eine christliche Dirke. Clemens von Rom berichtet, dass Christinnen an die Hörner von Stieren gefesselt den Märtyrertod erlitten (1. Clem. 6,2)

Die von Nero 64 veranlasste Christenverfolgung folgte einem verheerenden Brand, der zehn von vierzehn, darunter vorwiegend die ärmeren, hauptsächlich aus Holz erbauten Stadtteile Roms traf. Tacitus zufolge kam danach das Gerücht auf, der Kaiser selbst habe die Brandstiftung befohlen. Nero beschuldigte hingegen seinerseits die verhasste religiöse Minderheit der „Chrestianer“, die Brandstiftung begangen zu haben. In diesem Zusammenhang erwähnt Tacitus „Christus“ und seine Kreuzigung durch Pilatus und fährt fort:
Man verhaftete zuerst Leute, die bekannten, dann auf ihre Anzeige hin eine riesige Menge. Sie wurden nicht gerade der Brandstiftung, wohl aber des allgemeinen Menschenhasses überführt. Die Todgeweihten benutzte man zum Schauspiel. Man steckte sie in Tierfelle und ließ sie von Hunden zerfleischen, man schlug sie ans Kreuz oder zündete sie an und ließ sie nach Einbruch der Dunkelheit als Fackeln brennen.
Nero stellte dafür seinen privaten Garten zur Verfügung, veranstaltete dort ein Zirkusspiel und feierte als Wagenlenker gekleidet mit dem Volk die Hinrichtung der Christen. Weder Nero noch den Christen oder anderen wurde jemals wirklich eine Brandstiftung nachgewiesen. Dennoch wurden manche der verurteilten Christen wie Brandstifter durch das Feuer hingerichtet, wie es nach römischem Recht üblich war.
So regte sich das Mitleid – obwohl sie schuldig waren und die härtesten Strafen verdienten –, weil sie nicht dem Allgemeinwohl, sondern der Grausamkeit eines Einzelnen zum Opfer fielen.
Tacitus lässt offen, was die Verhafteten bekannten: ihre Schuld am Brand oder ihren Glauben. In beiden Fällen wäre die Denunziation anderer unlogisch, würde jedoch dem christlichen Gebot, nicht zu lügen, entsprechen. Es bleibt aber unklar, ob die verratenen Mittäter als weitere Angehörige des Christentums oder als Verantwortliche für den verheerenden Brand genannt wurden.
Vermutlich waren Christen den Römern schon in den Jahren zuvor als Verursacher von Konflikten mit den jüdischen Gemeinden aufgefallen. Dies spiegelt der Römerbrief wider, etwa indem Paulus den Adressaten einschärfte, alle Verfolger, gerade auch Staatsvertreter, zu segnen und sie mit zuvorkommender Nächstenliebe zu beschämen, um Böses mit Gutem zu überwinden (Röm 12,9–21 ): „Soviel an Euch liegt, haltet mit allen Menschen Frieden!“
Auch Tacitus hegte trotz seiner Kritik an Nero keine Sympathie für sie und hätte sie in einem geordneten Verfahren ebenfalls für ihren „Hass gegen das Menschengeschlecht“ – also die Ablehnung römischer Sitten und Riten – geopfert, um die Sympathie im Volk für sie zu verringern. Dieser Vorwurf des odium generis hatte zuvor auch schon die Juden getroffen.
Nero genoss zuvor gerade im Osten des Reiches, wo das frühe Christentum seine Basis hatte, einen untadeligen Ruf als Schützer der Bürgerrechte; es war üblich, ihn als obersten Schiedsrichter anzurufen. Lukas bestätigt, dass auch Paulus sich in seinem Prozess in Jerusalem auf den Kaiser berief (Apg 25,11 ). Dieser konnte allerdings auch neues Recht und Straftatbestände setzen.
Die neronische Verfolgung 64 blieb ein Einzelfall und auf Rom begrenzt. Dem 1. Clemensbrief nach sollen auch Petrus und Paulus im Verlauf von Neros „Zirkusspiel“ hingerichtet worden sein: Paulus als römischer Bürger durch das Schwert, Petrus als Ausländer durch Kreuzigung.

### Domitian (81–96)
Nach dem jüdischen Aufstand in Palästina wurden Juden reichsweit verstärkt von der Regierung beobachtet und von der römischen Oberschicht verachtet. Die Juden mussten fortan eine Sondersteuer (fiscus Iudaicus) zahlen. Damit sie davon nicht betroffen sind, betonten viele Christen ihre Distanz vom Judentum, und die Spannungen zwischen beiden Religionen nahmen zu. Diese Situation könnte hinter den wenigen verstreuten Notizen zu Verfolgungen in Domitians Regierungszeit stehen.
Der römische Historiker Cassius Dio berichtet, im Jahr 95 habe der Kaiser neben vielen anderen, die „in die jüdischen Sitten verirrt waren“, auch seinen Vetter Titus Flavius Clemens wegen „Gottlosigkeit“ hinrichten lassen und dessen Frau verbannt. Es konnte dabei also um die Ablehnung der Staatsgötter gehen: Christen galten deswegen später als atheoi.
Der Kirchenhistoriker Eusebius von Caesarea zitiert dazu Hegesippus und behauptet, die Frau des kaiserlichen Vetters sei Christin gewesen. Domitian habe dann eine Judenverfolgung befohlen, die auch Christen getroffen habe, die als Juden denunziert worden seien. Darunter seien Enkel des Judas, eines Bruders Jesu, gewesen. Man habe sie dem Kaiser vorgeführt, er habe sie verhört und nach der Art ihres Glaubens gefragt. Sie erklärten ihm, Christi Reich sei nicht weltlich, sondern himmlisch, und dass sie für ihren Lebensunterhalt als Bauern sorgten. Daraufhin habe sie Domitian als harmlos eingeschätzt und sie freigelassen sowie überhaupt die Verfolgung der Christen eingestellt. Diese Verfolgung war allenfalls zeitlich begrenzt und traf eher Juden als Christen. Dabei können wiederum lokale Spannungen zwischen ihnen eine Rolle gespielt haben.

### Trajan (98–117)
Anfang des Jahres 112 bat der Statthalter der Provinz Bithynien in Kleinasien, Plinius, in einem Brief den Kaiser Trajan um Rat, wie er sich gegenüber den in offenbar größerer Anzahl von römischen Bürgern angeklagten Christen verhalten solle: Sei schon ihr Name (= ihr Christusbekenntnis) an sich strafbar, auch wenn kein weiteres Verbrechen vorliege, oder seien es die Verbrechen, die mit dem Namen zusammenhingen? Er habe sie verhört, mit der Todesstrafe bedroht und die, die sich weigerten, ihrem Glauben abzuschwören, hinrichten lassen. Viele anonym Angeklagte habe er Götter anbeten, dem Kaiserbild opfern und Christus lästern lassen. Wer das erfüllt habe, sei freigelassen worden: Denn zu all dem sollen sich wahre Christen nicht zwingen lassen. Viele hätten daraufhin erklärt, sie seien früher Christen gewesen, hätten sich aber nur am regelmäßigen Lobsingen beteiligt und einen Eid geschworen: nicht etwa zu einem Verbrechen, sondern zur Unterlassung von Diebstahl, Raub, Ehebruch, Treulosigkeit, Unterschlagung von anvertrautem Gut. Die Zehn Gebote und christliche Lasterkataloge klingen hier an (vgl. 1 Kor 5,11 ; 1 Tim 1,9f  u. a.).
Einstweilen bin ich mit denen, die mir als Christen angezeigt wurden, folgendermaßen verfahren: ich habe sie gefragt, ob sie Christen seien. Die Geständigen habe ich unter Androhung der Todesstrafe ein zweites und drittes Mal gefragt, ob sie Christen seien. Die dabei blieben, ließ ich abführen. Denn ich war der Überzeugung, was auch immer es sei, was sie damit eingestanden, dass auf alle Fälle ihr Eigensinn und ihre unbeugsame Halsstarrigkeit bestraft werden müsse. Es gab auch noch andere mit ähnlichem Wahn, die ich, weil sie römische Bürger waren, zur Überstellung nach Rom vorgemerkt habe. […] Diejenigen, die bestritten, Christen zu sein oder gewesen zu sein, glaubte ich freilassen zu müssen, da sie mir mit einer von mir vorgesprochenen Formel die Götter anriefen und vor Deinem Bild, das ich zu diesem Zwecke zusammen mit den Bildern der Götter herbeibringen ließ, mit Weihrauch und Wein opferten und außerdem Christus schmähten, Dinge, zu denen wirkliche Christen, wie man sagt, nicht gezwungen werden können. (Brief des Plinius an Trajan)
Plinius betrachtet vielmehr die Christen als bemitleidenswerte Menschen, welche nur wieder von ihrem Aberglauben abgebracht und wieder auf die Bahn der Vernunft geschickt werden müssten.
Nicht nur über die Städte, sondern auch über die Dörfer und das flache Land hat sich die Seuche dieses Aberglaubens verbreitet. Es scheint aber, dass es möglich ist, sie aufzuhalten und in die richtige Richtung zu lenken. Ziemlich sicher steht fest, dass die fast schon verödeten Tempel wieder besucht und die lange eingestellten feierlichen Opfer wieder aufgenommen werden, und dass das Opferfleisch, für das kaum noch ein Käufer gefunden wurde, überall wieder zum Verkauf angeboten wird. Daraus kann man leicht erkennen, welche Menge Menschen gebessert werden kann, wenn man die Gelegenheit zur Reue gibt.
Kaiser Trajan billigte sein Verfahren und ordnete an:
Sie aufspüren soll man nicht. Wenn sie angezeigt und überführt werden, müssen sie bestraft werden … Klageschriften ohne Autor dürfen bei keiner Straftat Platz haben. Denn das wäre ein sehr schlechtes Beispiel und passt nicht zu unserem Zeitalter.
Nur ein Christ, der sich öffentlich weigerte, den Göttern (und damit dem Kaiser) zu huldigen, galt als Verbrecher und Staatsfeind. Dabei bot die römische Rechtstradition einen gewissen Schutz vor Willkür: Christen sollten nicht gezielt ausfindig gemacht, anonyme Anzeigen nicht berücksichtigt werden. Nur wer nachweislich den Kaiserkult verweigerte, war wegen Widerstands gegen die Staatsgewalt hinzurichten. Damit war aber auch klar: Im Fall einer Anklage konnten Christen ihr Leben durch Vollzug des Opfers, also Verrat ihres Glaubens retten, was zweifellos auch viele taten, zumal vielen frühen Christen die Ausschließlichkeit der Christusverehrung nicht bewusst war (weshalb sie von christlichen Autoren immer wieder aufs Neue auf diese Ausschließlichkeit hingewiesen wurden). Weiterhin konnte jeder römische Bürger die Christen anzeigen, wenn auch nun nicht mehr anonym; ob sie verfolgt wurden, hing daher nun nahezu ausschließlich von des „Volkes Stimme“ ab. Daher wurden Christen überall dort verfolgt, wo sie öffentlichen Unmut erregten. Nach dieser Regelung gingen die Behörden fortan vor, was insgesamt eine recht ungestörte Verbreitung des Christentums ermöglichte.

### 2. Jahrhundert
Von Domitian bis zu Commodus (180–192) gab es einige lokal begrenzte Verfolgungen von Christen mit unterschiedlicher Intensität. Allerdings wird auch hier die Historizität manch einer erst in späteren Quellen bezeugten Märtyrergeschichte von einigen Forschern in Frage gestellt. Eine davon war die blutige Hetzjagd auf Christen in der Hafenstadt Smyrna. In deren Verlauf wurde 155 auch der damalige Bischof Polykarp verbrannt. Eine Aufzeichnung seiner Gemeinde, das Martyrium Polycarpi, erzählt von den Vorgängen und wurde damals unter Christen weit verbreitet.
Dieser älteste christliche Märtyrerbericht stilisiert den Bischof zu einem vorbildlichen Märtyrer. Schon bei seiner Festnahme habe er auf Flucht verzichtet und freudig ausgerufen: Des Herrn Wille geschehe! Er sei den Soldaten entgegen geeilt, habe sie als Gäste bewirtet und so die Durchführung ihres Auftrages verzögert. Er sei zum Statthalter gebracht worden, der ihn vergeblich zur Vernunft zu bringen versuchte: Bedenke dein Alter! Opfere dem Kaiser und lästere Christus! Auch Drohen mit Raubtieren habe nichts ausgerichtet. Darauf habe das Volk verlangt: Vor die Löwen! Vor die Löwen! Der Statthalter habe dies abgelehnt und stattdessen einen Scheiterhaufen in der Zirkusarena errichten lassen. Bis zuletzt habe der Brennende seinen Gott gelobt und diesem gedankt, dass er dieses Todes gewürdigt worden sei.
Diese Situation spiegeln auch die christlichen Schriften, die vor Ende des 1. Jahrhunderts entstanden: der 1. Petrusbrief, der 1. Clemensbrief (nicht Bestandteil des Neuen Testaments) und die Offenbarung des Johannes. Sie richteten sich unter anderem an Gemeinden wie Smyrna und Philippi, die schon Verfolgungen erdulden mussten. Angelehnt an die jüdische Märtyrertheologie und die Paulusschule, entwickeln sie Gedanken, die ihnen halfen, mit der ständigen Existenzgefährdung umzugehen. Sie deuten das Leid der Christen als unausweichliche Konsequenz ihres Glaubens: Der Weg der Erlösung in das Reich ihres Gottes führe notwendigerweise durch die tödliche Ablehnung der Welt (Apg 14,22 ). Sie ist die gottferne Fremde (Phil 3,20 ). Hinter ihren „Mächtigen und Gewaltigen“ stehen Satan und seine Dämonen, gegen die nur die „Waffenrüstung Gottes“ bestehen kann: Wahrheit, Gerechtigkeit, die Frohbotschaft des Friedens (Eph 6,10–17 ) – im Vertrauen auf den, dessen Tod den Frieden zwischen Gott und Welt, Nahen und Fernen, Juden und Heiden gestiftet hat (Eph 2,13–16 ). So mahnt 1 Petr 4,12 :
Meint nicht, euch widerfahre etwas Seltsames, sondern freut euch, dass ihr mit Christus leidet, damit ihr auch zur Zeit der Offenbarung seiner Herrlichkeit Freude und Wonne haben möget. Selig seid ihr, wenn ihr geschmäht werdet für den Namen Christi …
Darum war aktiver Widerstand gegen staatliche Maßnahmen seitens der Christen sehr selten. Sie beantworteten Feindseligkeiten nicht mit Gewalt, sondern mit verstärkter Erinnerung an ihren Herrn und seinen schon errungenen Sieg über den Tod.
Einen weiteren Bericht dieser Art von 177 in der Regierungszeit Mark Aurels aus Lugdunum (Lyon) in Gallien zitiert Eusebius von Caesarea in seiner Kirchengeschichte. Auch unter ihm wurden angeblich viele Christen in die Arena geschickt und fanden dort den Tod. Allerdings wurden viele der anfangs seltenen christlichen Märtyrerlegenden erst später angefertigt oder vorhandene tendenziös verändert. Offizielle römische Quellen zur Christenpolitik findet man dagegen kaum. Das tatsächliche Ausmaß der Verfolgungen ist daher kaum zu bestimmen. Auch der Kaiser selbst wird dazu aufgerufen, die Lage noch einmal zu überprüfen:

„Wenn dies auf deinen Befehl geschieht, so soll es recht sein; denn ein gerechter Herrscher kann niemals eine ungerechte Entscheidung treffen, und wir nehmen gerne die Ehre eines solchen Todes auf uns; doch tragen wir dir diese eine Bitte vor, dass du erst, nachdem du die Urheber einer solchen Streitsucht kennengelernt hast, urteilst, ob sie Tod und Bestrafung verdienen oder Sicherheit und Ruhe.“

Noch war das Christentum bloß eine von vielen Sekten im römischen Reich. In Abgrenzung von Gnostikern, Marcioniten und Montanisten vollzog es aber einen inneren Wandel und entwickelte eine hierarchische Organisationsform: das monarchische Bischofsamt. Ab etwa 180 wurde zudem der Kanon des Neuen Testaments festgelegt. Damit gewannen die Gemeinden innere und äußere Stabilität. Kirchliche Amtsträger hatten nun auch politisches Gewicht gegenüber den lokalen Behörden.
Sie wurden in der nichtchristlichen Bevölkerungsmehrheit zumeist abgelehnt und von der gebildeten Oberschicht zugleich tief verachtet. So äußerte Caecilius Natalis, ein Sprecher des Staatskults, um 200 über die Christen:
Es sind Leute, welche aus der untersten Hefe des Volkes unwissende und leichtgläubige Weiber sammeln, die ja schon wegen der Schwäche ihres Geschlechts leicht zu gewinnen sind und eine ruchlose Verschwörerbande bilden. Sie verbrüdern sich in nächtlichen Zusammenkünften, ein feiges und lichtscheues Volk, stumm in der Öffentlichkeit und nur in Winkeln gesprächig. Die Tempel verachten sie als Grabmäler, die Götter verfemen sie, über die Opfer lachen sie. Obwohl selbst bemitleidenswert, bemitleiden sie die Priester, verschmähen Ehrenstellen und Purpurkleider und können nicht einmal ihre Blöße decken!
Hiermit war der Vorwurf verbunden, die Christen können sich nur aus den unteren und vor allem ungebildeten Schichten rekrutieren, da alle gebildeteren Bürger nicht auf die christliche Scharlatanerie hereinfallen würden, sondern eher ihrer Vernunft nach weiterhin dem römischen Staatskult treu bleiben würden. Zudem werden die Fremdartigkeit der privaten Hausgottesdienste und ihre Ablehnung von Staatsämtern als Vorwürfe dargebracht. Da sie als undurchschaubar und staatsgefährdend galten und der pax deorum durch ihre Weigerung zur Teilnahme am Staatskult schadeten, wurden ihnen bald allerlei unerklärliche Unglücksfälle angelastet. So schrieb Tertullian auch um 200:
Wenn der Tiber bis in die Stadtmauern steigt, wenn der Nil nicht bis über die Feldfluren steigt, wenn die Witterung nicht umschlagen will, wenn die Erde bebt, wenn es eine Hungersnot, wenn es eine Seuche gibt, sogleich wird das Geschrei gehört: Die Christen vor die Löwen!

### Septimius Severus (193–211)
Septimius Severus errang den Kaiserthron erst, nachdem er drei Mitbewerber aus dem Feld geschlagen hatte. Er stellte sich durch eine fingierte Adoption durch den verehrten Mark Aurel in dessen Tradition, benannte sogar seinen Sohn nach jenem und bevorzugte Syrien und Nordafrika als Machtbasis gegenüber Rom. In diesem Kontext erließ er 202 unter Androhung der Todesstrafe ein Verbot aller Bekehrungen zum Christentum oder Judentum. Es sollte vor allem die stärker von beiden Religionen betroffenen Grenzprovinzen treffen und den Zulauf zur Kirche dort stoppen. Ein generelles Verbot war damit nicht verbunden.
Aber das Edikt ermutigte römische Bürger, die verhassten „Menschenverächter“ jetzt öfter bei den Behörden anzuzeigen. Die Folge waren vermehrte lokale Christenverfolgungen, besonders von Katechumenen, Neugetauften und deren Lehrern. Häufig wurde ihnen Gottlosigkeit (irreligiositas), Inzest oder Mord vorgeworfen: Dahinter stand die selbstgewählte Abschottung der Christengemeinden vom öffentlichen Leben und das Gewohnheitsrecht (institutum), durch welches man sich weiterhin auf den Brief Trajans an Plinius aus dem 1. Jahrhundert berufen konnte, wonach Christen sich selbst für schuldig bekennen mussten, ehe sie hingerichtet wurden. Christsein wurde nun verstärkt mit Staatsfeindschaft gleichgesetzt. Dennoch konnten die örtlichen Pogrome die Christen insgesamt nicht wieder in die Gesellschaft reintegrieren. Sie verlangsamten nur die Ausdehnung von Kirche und Christentum und sorgten sogar für eine Radikalisierung und stärkere Fundamentalisierung der übrigen Christen, stärkten also eher ihre innere Oppositionshaltung zum Staat.
In den folgenden 40 Jahren blieben die Christen relativ unbehelligt. Die Kaiser waren vollauf mit der Abwehr von äußeren Feinden beschäftigt, so dass die Kapazität zur Bekämpfung innerer Feinde auch nicht ausreichend vorhanden war. Dies verdeutlicht fast immer herrschenden Parallelismus zwischen kritischen Zeiten für das Imperium und der Ausbreitung des Christentums, welches hier am Leid des Gesamtreichs profitierte. Die Verkündung einer Erlösung und eines ewigen Glücks nach dem Tode wirkte in Zeiten, in welchen eine regelrechte Weltuntergangsstimmung herrschte, für viele verzweifelte Menschen verlockend. Auf der anderen Seite wurde auch der römische Staatskult darin bestätigt, dass es dem Reich dann schlecht geht, wenn der Frieden mit den Göttern gestört war, wofür zuvor schon die Christen verantwortlich gemacht wurden, da diese die Gottesopfer ablehnten.

### Maximinus Thrax (235–238)
Eine auf Rom begrenzte Verfolgung fand vielleicht 235 unter dem Soldatenkaiser Maximinus Thrax statt, doch ist der historische Gehalt dieser zuerst bei Eusebius von Caesarea (HE VI,28) erwähnten Nachricht unklar. Eine weitere Quelle stützt diese These: Der Chronograph von 354, eine Sammlung noch älterer, amtlicher römischer Dokumente, berichtet im Kapitel über den römischen Bischof Pontianus (230–235), dass dieser gemeinsam mit dem Priester Hippolyt im Jahr 235 nach Sardinien verbannt worden, dort gestorben und in einer Katakombe an der Via Tiburtina bestattet worden sei: „Eo tempore Pontianus episcopus et Yppolitus presbiter exoles sunt deportati in Sardinia.“
Die Jahre 218–238 gelten im Römischen Reich als Friedenszeit ohne allgemeine Christenverfolgung.

## Gesamtstaatliche Verfolgungen

### Decius (249–251)
In severischer Zeit hatte der bedeutende Jurist Ulpian nochmals eingeschärft, dass das Bekenntnis zum Christentum ein Kapitalverbrechen sei. Mit Decius begann dann die erste administrativ und systematisch im gesamten Römischen Reich durchgeführte Christenverfolgung. Von außen wurde das Reich in dieser Zeit zunehmend von den Sassaniden im Osten, den Goten, Alamannen und Franken im Norden und Westen bedroht (siehe Reichskrise des 3. Jahrhunderts). Es schien dem Kaiser daher wohl notwendig, die Götter in dieser Situation durch ein allgemeines Opfer gnädig zu stimmen; zudem trug die Maßnahme den Charakter einer reichsweiten Loyalitätskundgebung für Decius, der als Usurpator an die Macht gelangt war und seine Position festigen musste (so jüngst der Althistoriker Bruno Bleckmann). Kurz nach seiner Thronbesteigung erließ Decius auch ein allgemeines Opfergebot.
Jeder Bürger musste sich schriftlich bescheinigen lassen, dass er den Göttern, zu denen die früheren Kaiser gehörten, geopfert habe. Andernfalls wurden schwere Strafen bis hin zur Todesstrafe angedroht.
Die Maßnahme des Decius reagierte also nicht auf die zunehmende Ausbreitung des Christentums und sollte auch noch nicht vor allem den Klerus – Bischöfe und Priester – zum „Offenbarungseid“ zwingen und dezimieren, wie man früher oft annahm. Vielmehr wird in der Forschung heute nicht mehr bestritten, dass Decius nicht speziell die Christen im Auge hatte, sondern jeden, sogar heidnische Priester, die zweifellos keine Christen sein konnten, opfern ließ. Erst als einige Christen durch demonstrative Opferverweigerung auffielen, geriet ihre Religion ins Zentrum der staatlichen Aufmerksamkeit.

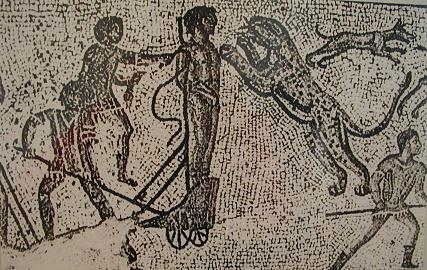
Hinrichtung durch Tierhatz

Wie viele Christen sich dem Opfer verweigerten und daraufhin gefoltert und hingerichtet wurden, ist unbekannt. Sehr viele, vor allem Neugetaufte und Laien, gaben dem Druck nach (lapsi, Abgefallene) – angesichts des Umstandes, dass damals nicht wenige Christen durchaus nicht streng monotheistisch dachten, ist dies wenig überraschend. Andere gelangten durch Täuschung oder Bestechung in den Besitz einer Opferbescheinigung (libelli). Cyprian von Karthago, der floh und sich versteckte, widmete sich später auch in einem seiner Briefe den eingekerkerten Christen und verherrlichte deren Zeit in der Haft:
Laßt jetzt nur die Beamten und die Konsuln oder Prokonsuln kommen, lasst sie sich brüsten mit den Abzeichen ihrer nur einjährigen Würde und den zwölf Rutenbündeln! Seht, ihr tragt das Zeichen der himmlischen Würde in der Herrlichkeit eures nun einjährigen Ruhmes an euch, und sie hat schon den rollenden Kreislauf des wiederkehrenden Jahres durch die Lange Dauer eures ehrenvollen Sieges überschritten. Die aufgehende Sonne und der dahineilende Mond strahlte hernieder auf die Welt: euch aber war er, der die Sonne und den Mond geschaffen, im Kerker ein größeres Licht, und die in eurem Herzen und Sinn widerstrahlende Herrlichkeit Christi erleuchtete die für andere so schreckliche und schauerliche Finsternis am Orte der Pein mit jenem ewigen und reinen Lichte. Im Wechsel der Monate verging der Winter: ihr aber habt in Kerkerhaft für die stürmische Winterszeit die Stürme der Verfolgung eingetauscht. Auf den Winter folgte der milde Frühling, rosenprangend und blumenbekränzt: euch aber lächelten Rosen und Blumen von den Wonnen des Paradieses, und himmlische Gewinde bekränzten euer Haupt. Seht, der Sommer ist mit reichen Ernten gesegnet, und die Tenne ist mit Feldfrüchten gefüllt: ihr aber, die ihr Ruhm gesät habt, erntet die Früchte des Ruhmes und, auf die Tenne des Herrn gestellt, seht ihr, wie die Spreu (lapsi) in unauslöschlichem Feuer verbrannt wird, während ihr als gereinigte Weizenkörner und kostbares Getreide schon geprüft und aufbewahrt den Kerkerraum als Kornkammer betrachtet. Und auch im Herbste fehlt es nicht an der geistlichen Gnade, um der Jahreszeit entsprechende Arbeiten zu verrichten. Da wird draußen Wein gekeltert, und in den Pressen werden die Trauben eingestampft, um später die Becher zu füllen: ihr seid die fetten Trauben in dem Weinberge des Herrn, die mit ihren schon reifen Beeren dem Drucke der feindlichen Welt ausgesetzt sind, und ihr bekommt unsere Kelter in den Qualen des Kerkers zu fühlen; anstatt Weines vergießt ihr euer Blut, und mutig entschlossen, das Leiden zu ertragen, leert ihr mit Freuden den Kelch des Martyriums. So fließt bei den Dienern Gottes das Jahr dahin.
(Cyprian, Ep. 15, 2)
Trotz all dieser Glorifizierung der Eingekerkerten und der Verurteilung der Abgefallenen (lapsi) folgte Cyprian, der Bischof von Karthago, wie gesagt nicht diesem Beispiel, sondern ergriff die Flucht, als ihm die Verfolgung drohte. Eine kleine, radikale Minderheit aber trotzte demonstrativ jeder Drohung. Meist wurden diese Bekenner (confessores) dann verbrannt. Römische Bürger, die sich zum Christentum bekannten, waren früher meist (wie Paulus) enthauptet worden, doch bereits seit der Constitutio Antoniniana von 212 waren die meisten Reichsbewohner Bürger, und die Sonderbehandlung entfiel daher nun vielfach; in seltenen Fällen wurden die Opfer gekreuzigt oder in der Arena von wilden Tieren zerrissen. Bei Bedarf sah man von der Todesstrafe ab und lieferte die Männer als Arbeitssklaven an Bergwerke, die Frauen und Mädchen an Freudenhäuser aus.
Aus der Verherrlichung der Märtyrer dieser Verfolgung, der jährlichen Feier ihres Todestages und der Verehrung ihrer Reliquien entstand die spätere christliche Heiligenverehrung. Das Martyrium wurde stärker als zuvor idealisiert.
Als Kaiser Decius 251 nach nur zwei Regierungsjahren überraschend in einer Schlacht gegen die Goten den Tod fand, endete diese Christenverfolgung, die bereits zuvor an Wucht nachgelassen hatte. Sie hatte vor allem drei Folgen:
- Die römische Obrigkeit war verstärkt auf die Christen aufmerksam geworden.
- Die Christen bereiteten sich auf weitere Verfolgungen vor, und es bildete sich ein weitgehender Konsens darüber aus, wie man sich in einem solchen Falle zu verhalten habe.
- Es kam innerhalb der Gemeinden zu Konflikten über die Frage, wie mit den zahlreichen lapsi, die sich um eine Wiederaufnahme in die Kirche bemühten, zu verfahren sei (vgl. auch Ketzertaufstreit).

### Valerian (253–260)
Die entscheidende Wende der römischen Christenpolitik erfolgte erst unter dem mittelbaren Nachfolger des Decius, Valerian. Nachdem der neue Kaiser die Reichsgrenzen im Osten zunächst erfolgreich verteidigt hatte, nahm er die Verfolgungspolitik seines Vorgängers 257 wieder auf, zielte aber von Anfang an bewusst auf das Christentum und verschärfte die decischen Maßnahmen durch ein generelles Versammlungsverbot für Christen. Erstmals lässt sich in den Quellen nun die Vorstellung einer religio Romana greifen, die für alle Reichsbewohner verpflichtend sei. 258 ließ Valerian darüber hinaus die christlichen Bischöfe verhaften und ohne Prozess hinrichten. Er ging also anders als Decius gezielt gegen die Anführer unter den Christen vor und versuchte, diese Religion systematisch zu entkräften und zu beseitigen, indem er ihre Führung zu zerstören und so die starre Hierarchie zu zerschlagen versuchte.
Damit zerstörte er viele Gemeinden; aber anders als früher trat nun offenbar ein Wandel in der Haltung der Bevölkerung ein. Vielerorts wurden Christen vor den Behörden versteckt und nicht ausgeliefert; vor allem aber traf diese Verfolgung die Christen nicht mehr unerwartet. Cyprian von Karthago, der sich in den Jahren zuvor beständig wegen seiner Flucht hatte rechtfertigen müssen, wusste diesmal, was von ihm erwartet wurde, und versuchte nicht mehr, sich der römischen Justiz zu entziehen:
Seit langem hast du das Leben eines Hochverräters geführt und mit zahlreichen anderen eine dunkle Verschwörung angezettelt. Du bist ein erklärter Feind der Götter und der Gesetze des römischen Staates. Selbst die frommen und verehrungswürdigen Augusti Valerian und Gallienus und der allerhöchste Cäsar Valerian vermochten es nicht, dich wieder dazu zu bringen, den Staatsgöttern zu dienen. Weil du der eigentliche Urheber verabscheuungswürdiger Verbrechen bist und andere zu Schandtaten verführt hast, soll an dir ein Exempel statuiert werden zur Warnung für diejenigen, die du zu deinen Mitverschworenen gemacht hast; um den Preis deines Blutes sollen Zucht und Sitte gewahrt werden. Wir geben Befehl, dass Thascius Cyprianus durch das Schwert hingerichtet werde.
(Acta proconsularia 4)
260 tauchte für sie ein unvermuteter Silberstreif am Horizont auf: Valerians Sohn Gallienus hob die valerianischen Dekrete auf und ließ die Verfolgungen einstellen. Die Gründe hierfür sind unklar. Vermutlich spielt es eine Rolle, dass die militärische Lage des Reiches in diesem Jahr, als Valerian in persische Gefangenschaft geriet und sich Gallien, Britannien und Spanien vom Imperium lossagten, zu verzweifelt war, um Ressourcen mit Christenverfolgungen zu binden. Erneut gewannen die christlichen Gemeinden in der Folgezeit an Zulauf. So bewahrheitete sich nach Ansicht mancher ein Wort, das schon vom Anfang des 2. Jahrhunderts überliefert ist:
Das Blut der Märtyrer ist der Samen der Kirche.
(Tertullian Apol. 35, 1)
Dennoch brachte die erneut große Zahl der abgefallenen Christen, die nun wieder in den Schoß der Gemeinde zurückkehren wollten, dogmatische Probleme nach dem Muster des Ketzertaufstreits mit sich, die sich immer weiter verschärften und 60 Jahre später, nach dem Ende der diokletianischen Verfolgung (s. u.), zu einer Kirchenspaltung führten: Die Mehrheit der Bischöfe akzeptierte die Wiederaufnahme mit einer Neutaufe, aber einige lehnten dies strikt ab, und über die Frage, wem die finanziellen Vergünstigungen, die Konstantin I. seit 312 den Christen zukommen ließ, zustanden, kam es zum offenen Bruch. Diese Bewegung der Donatisten bildete eine eigene Kirche mit Schwerpunkt in Nordafrika. Sie bestand neben der römischen Kirche, bis die Vandalen Nordafrika eroberten.

### Diokletian und Galerius (303–311)
Fast 50 Jahre nach dem Ende der letzten Verfolgung traf die christlichen Gemeinden überraschend noch einmal ein schwerer Schlag: Ab 293 hatte Diokletian eine umfassende Reform durchgeführt, um das Römische Reich zu reorganisieren und zu stabilisieren: Er stärkte die Provinzverwaltungen und teilte seine Macht mit drei Mitherrschern (Tetrarchie: zwei Augusti und zwei Caesares). Das Kaisertum wurde stärker denn je sakralisiert, also durch eine Bindung an die römischen Staatsgötter in eine übermenschliche Sphäre entrückt. Zwei Jahre bevor sich Diokletian nach Abschluss des Reformwerkes von der Macht zurückzog, begann er 303 eine reichsweite Christenverfolgung. Sie zielte auf die endgültige Zerschlagung der Kirche. Einige antike Quellen behaupten, der eigentliche Drahtzieher sei Diokletians Unterkaiser Galerius gewesen, dessen Rolle hierbei jedoch vermutlich durch die Kirchenschriftsteller Laktanz und vor allem Eusebius stark übertrieben wurde. Die ältere Vermutung, Christen im Heer hätten eine Palastrevolte gegen den Kaiser geplant und damit die Maßnahmen provoziert (so Jacob Burckhardt 1853 in Die Zeit Constantins des Großen), wird heute als Legende zur Legitimation der Verfolgung aus dem Umfeld des Galerius angesehen. Für die vorwiegende Verantwortung von Diokletian selbst spricht, dass der Augustus bereits eine Weile zuvor eine reichsweite Verfolgung der Manichäer angeordnet hatte; diese verweigerten sich wie die Christen den altrömischen Kulten.
Wie Karl-Heinz Schwarte 1994 argumentiert hat, erließ Diokletian wahrscheinlich nicht vier Verfolgungsedikte, sondern eines. Es verbot die christlichen Gottesdienste, ordnete die Zerstörung von Kirchen, die Verbrennung christlicher Schriften (siehe dazu auch: Märtyrer der heiligen Bücher) und die Inhaftierung von christlichen Staatsbeamten an; es enthielt auch ein Ämterverbot für Christen. Dieser oft als „erstes Edikt“ bezeichnete Erlass erging am 23. Februar 303. Damit verloren Christen entscheidende Bürgerrechte und waren leichter zu belangen. Das Edikt verfügte die Einkerkerung und Folterung aller Gemeindevorsteher, Bischöfe oder Presbyter, um sie auf jede Weise von ihrem Glauben abzubringen; vor allem aber verfügten Diokletian und seine Mitkaiser die Todesstrafe für alle, die das Kaiseropfer weiterhin verweigerten.
Das Edikt wurde in den Provinzen unterschiedlich streng umgesetzt. Im Ostteil des Reiches, der Galerius unterstand, waren die Verfolgungen sehr blutig und wurden noch intensiver, als Diokletian 305 abdankte und Galerius sein Amt übernahm. Im Westen dagegen endeten danach wohl die meisten Hinrichtungen; stattdessen wurden standhafte Christen bis 311 in die Bergwerke deportiert (was aber oftmals einer Todesstrafe gleichkam). Spätere christliche Autoren behaupten sogar, im Westen seien überhaupt keine Menschen zu Schaden gekommen, doch dient dies wahrscheinlich dazu, den dort verantwortlichen Caesar Constantius I., den Vater Konstantins des Großen, rückblickend zu entlasten.
Galerius setzte das Werk seines Vorgängers noch bis 311 fort, ehe er, schwer erkrankt, die Verfolgung einstellen ließ. Im Toleranzedikt von Nikomedia räumte er das Scheitern der Verfolgungen ein. Noch auf seinem Sterbebett versuchte Galerius, die Christen doch noch an Staat und Kaiser zu binden:
„Unter allen Überlegungen, welche wir zum Wohle und Erfolg der Republik zu tätigen gewohnt sind, hatten wir vormals auch entschieden, alle Dinge in Übereinstimmung mit den überlieferten Gesetzen und der Ordnung Roms zu regeln, und bestimmt, dass sogar die Christen, welche den Glauben ihrer Väter verlassen haben, zur Vernunft gebracht werden sollten; da in der Tat die Christen selbst, aus irgendeinem Grund, einer Laune folgten und der Torheit verfielen, nicht die altgedienten Sitten zu befolgen, welche womöglich noch von ihren Vätern herrührten; aber nach ihrem Willen und Gutdünken wollen sie Gesetze für sich selbst schaffen, welche sie befolgen sollen, und wollen verschiedenstes Volk an verschiedenen Orten in Gemeinden sammeln. Schlussendlich, als unser Gesetz mit dem Zweck verkündet wurde, sie sollen den altgedienten Sitten folgen, unterwarfen sich viele aus Angst vor der Gefahr, viele erduldeten jedoch den Tod. Und dennoch verharrten die meisten in ihrer Entscheidung. Als wir nun sahen, dass sie den Göttern weder die Verehrung und schuldige Ehrfurcht noch Anbetung des Gottes der Christen zollten, gedachten wir angesichts unserer höchsten gnädigen Milde und der regelmäßigen Angewohnheit, bei welcher wir gewohnt sind, allen Nachsicht zu gewähren, dass wir auch diesen unverzüglich Nachsicht gewähren, auf dass sie wieder Christen sein können und ihre Versammlungen abhalten mögen, vorausgesetzt, dass sie nicht entgegen der Zucht handeln. Aber wir erklären den Richtern in einem anderen Schreiben, was sie tun sollen. Aufgrund unserer Nachsicht sollen sie zu ihrem Gott für unsere Sicherheit, für die der Republik und für ihre eigene beten, auf dass die Republik weiterhin unbeschadet bleibt und sie sicher in ihren Häusern leben können.“

## Ende

### Konstantinische Wende
Nach dem Tod des Galerius brachen Kämpfe um seine Nachfolge aus. Nach einer von Eusebius berichteten Legende soll Konstantin der Große die entscheidende Schlacht an der Milvischen Brücke 312 gewonnen haben, nachdem er einige Zeit zuvor am Himmel ein Flammenkreuz, nach Laktanz das Chi-Rho, gesehen hatte, dazu Zeichen mit der Bedeutung:
IN HOC SIGNO VINCES (In diesem Zeichen wirst Du siegen.)
Es war üblich, vor einer Schlacht nach Götterzeichen zu schauen, um sich so der Unterstützung des jeweils stärksten Gottes zu sichern, daher findet sich hier effektiv mit einem christlichen Symbol in einem Prozess des römischen Staatskults eine Integration des Christentums in jenen. Das Kreuzsymbol – für Römer die äußerste unehrenhafte Strafe für Sklaven, Aufständische und Verbrecher – wurde also von Christen nun selbst zum Siegeszeichen des römischen Kaiserreichs umgedeutet (Christusmonogramm). Dabei hatte es für die Urchristen die Herrschaft des Gottessohns über alle weltlichen Machthaber ausgedrückt (Off 17,14): Viele Nachfolger Jesu waren wie er für diesen Glauben gekreuzigt worden.
Konstantin wurde offenbar nicht schlagartig Christ, sondern hing zunächst ebenso dem Sonnengott Sol invictus an. Dieser Gott hatte in seinen Augen 312 seine Macht bewiesen. Er setzte zudem wohl von vornherein auf die Duldung der Kirche, damit diese seine Alleinherrschaft als zusätzliches Machtinstrument stützen würde. 313 erlaubten er und Licinius in der Mailänder Vereinbarung (fälschlich oft als Toleranzedikt bezeichnet, denn ein solches reichsweites Edikt wurde 313 keineswegs erlassen) jedem römischen Bürger die freie Wahl seiner Religion (also nicht nur den Christen). Die berühmte Passage lautete:
Wir geben den Christen und anderen die politische Ermächtigung, derjenigen Religion zu folgen, die sie wollen.
Der Kaiserkult als Zwang wurde abgeschafft. Das Christentum wurde damit offiziell gleichberechtigt zu den römischen Staatskulten. Seine künftige Vorrangstellung deutete sich schon an. Ferner gab Konstantin der Kirche ihr Eigentum zurück und gewährte allen Bischöfen Rechte und Ehren, die bis dahin nur Senatoren und paganen Priestern zugestanden hatten.
Die sogenannte „konstantinische Wende“ erlebten die Christen als Durchbruch und große Befreiung. Von nun an konnte es aufgrund der Privilegierung des Christentums durch Konstantin durchaus vorteilhaft für den sozialen Aufstieg sein, sich zum christlichen Glauben zu bekennen. In der Folgezeit wurden viele der höheren Staatsämter, von denen die Gestaltung des öffentlichen Lebens abhing, mit Christen besetzt, so dass viele reiche und bis dahin mächtige Personen sich dazu gezwungen sahen, zum Christentum überzugehen, um überhaupt nur ihre Macht erhalten zu können.
321 machte Konstantin den Sonntag, an dem Christen ihren Gottesdienst feierten, zum gesetzlichen Ruhetag; da der Tag aber – wie schon der Name sagt – auch dem Sonnengott geweiht war, kann man diese Maßnahme nicht unbedingt als pro-christlich auffassen (auch wenn die Christen dies taten). Überhaupt ist umstritten, wie stark das Christentum Konstantins Gesetzgebung beeinflusste. 324 wurde er unbeschränkter Alleinherrscher und versuchte nun, die gescheiterten Staatsreformen seiner Vorgänger durchzuführen – nicht mehr gegen die Kirche, sondern mit ihrer Hilfe.
Das Christentum sollte offenbar zunehmend die Funktionen der alten Kulte übernehmen und göttliche Unterstützung für das Imperium Romanum bewirken. Nur wenn die Kirche organisatorisch und theologisch geeint war, konnte sie die Staatseinheit stützen. Dazu griff der Kaiser – als Pontifex Maximus – nun auch aktiv in ihre inneren Angelegenheiten ein. 325 berief er das erste ökumenische Konzil von Nicäa ein. Die Bischöfe reisten auf Staatskosten an; der Kaiser selbst leitete die Sitzungen und setzte dort rein theologische Kompromissformeln wie das homoousios durch, um den innerkirchlichen Streit um die Gottessohnschaft Jesu zu lösen. Er behandelte das Konzil also wie ein kaiserliches Schiedsgericht. Dahinter standen primär politische Motive, aber wohl auch persönliche Überzeugung, denn 337 auf dem Sterbebett ließ Konstantin sich noch taufen.

### Entwicklung zur Staatsreligion
Konstantin hatte aber seine Söhne christlich erziehen lassen; unter diesen führte besonders Constantius II. (337–361) eine entschlossene Christianisierungspolitik durch. Er erließ ein erstes Verbot heidnischer Riten, das er aber nach seinem Rombesuch 357 wieder aufhob.
Als das Römische Reich christlich wurde, wurde das christliche Kreuzsymbol zum Hoheitszeichen auf Heeresstandarten und Münzen. Ab Ende des 4. Jahrhunderts wurden auch Zwangsmaßnahmen gegen christliche Häretiker theologisch gerechtfertigt, etwa durch Augustinus von Hippo im Donatismusstreit.
Große und reich ausgestattete Kirchen wurden gebaut; für die Liturgie wurde das kaiserliche Hofzeremoniell Vorbild. Der höhere Klerus wurde durch Schenkungen reich. Die Entwicklungen wurden von manchen Christen kritisiert und rief als Gegenbewegung von Ägypten aus das Mönchtum hervor.
Konstantin I. hatte nur sehr vereinzelt Maßnahmen gegen heidnische Kulte verfügt; unter Constantius II. kam es zu Stürmen auf heidnische Tempel. Constantius II. versuchte vergeblich, den Arianismus (in der homöischen Ausprägung) für die Kirche verbindlich zu machen, er griff also weiter in dogmatische Fragen ein (siehe dazu auch die Religionspolitik Constantius’ II.).
Unter Kaiser Julian Apostata (361–363) kam es kurzzeitig zu dem Versuch, die altrömischen Kulte wiederzubeleben und das Christentum zurückzudrängen. Nach dem Tod Julians folgte eine Duldungsphase der traditionellen Götterkulte durch die christlichen Kaiser, wobei Valens wiederum den Arianismus förderte. Theodosius I. erhob im Edikt Cunctos populos 380 das Christentum in seiner orthodoxen Gestalt zur Staatsreligion. Nach einem gescheiterten Religionsgespräch erließ Theodosius 383 ein Häretikergesetz, das Arianer, Donatisten und Manichäer mit Verbannung bedrohte. 392 machte ein Verbot aller nichtchristlichen Kulte (außer dem Judentum), das heißt der öffentlichen oder privaten Opferhandlungen der heidnischen Religionsausübung ein Ende.
Allerdings wurden viele scharfe Verlautbarungen des Theodosius in der Praxis eher milde oder gar nicht umgesetzt. Die anderen polytheistischen Religionen gerieten aber immer mehr in die Defensive, verloren immer mehr Anhänger und büßten zunehmend an innerer Kraft ein – sie hinterließen durch die massenhafte Konversion ehemaliger Anhänger aber umgekehrt deutliche Spuren im Christentum, das zwischen 300 und 600 einen massiven Wandel erlebte.